# Governatorato di Veragua
Il governatorato di Veragua (in spagnolo Gobernación de Veragua) fu una divisione amministrativa dal 1508 del territorio allora chiamato Reino de Tierra Firme, che faceva nominalmente parte dell'Impero spagnolo in America centrale, comprendente la costa caraibica delle attuali repubbliche di Nicaragua, Costa Rica e Panama.
Iniziò ad essere colonizzato nel 1510 e il governatorato della Castilla del Oro si separò da essa nel 1514. Infine, nel 1537, il governatorato rimanente fu divisa nella Veragua Real e nel ducato omonimo.